# Operacja Barkhane
Operacja Barchan (fr. Opération Barkhane) – antypowstańcza, antyterrorystyczna operacja wojskowa przeprowadzona w rejonie Sahelu w Afryce. Nazwa operacji pochodzi od Barchan – wydmy sierpowatej na Saharze.
Prowadziły ją Francja oraz państwa rejonu Sahel (G5 Sahel): Burkina Faso, Czad, Mali, Mauretania i Niger, wspierane przez Wielką Brytanię, Kanadę i Estonię. Ukierunkowana jest przeciwko grupom terrorystycznym:
- od 2017: AQIM, Nusrat al-Islam,
- 2014–2017: Al-Murabitun, Ansar ad-Din.

Operacja rozpoczęła się 1 sierpnia 2014 i zastąpiła francuskie operacje Serwal w Mali oraz Épervier w Czadzie. Operacja jest odpowiedzią na trwające od 2002 powstanie terrorystyczne obejmującego Maghreb, Saharę i Sahel, wojnę domową w Mali i częścią globalnej wojny z terroryzmem.
W operacji Barkhane brało udział około  3000 żołnierzy z Francji. Koszty operacji Barkhane na rok, po 8 latach misji szacuje się na od 650 milionów do 1 miliarda euro.
17.02.2022 Francja i Kanada ogłosiły wycofanie się z Mali. Już wcześniej nastąpiła redukcja liczebności francuskich żołnierzy w tym kraju. W dniu 15 sierpnia 2022, po dziewięciu latach obecności w tym kraju, ostatni żołnierze francuscy z operacji Barkhane opuścili Mali
Obecne władze Mali współpracują z Rosją, która posiada tam znaczne inwestycje, i oficjalnie podkreślają, że oczekują wsparcia Rosji w przemianach politycznych w kraju. Rozważają też zaproszenia do Mali rosyjskich najemników wojskowych z Grupy Wagnera. Francja i Unia Europejska próbują jednak przeciwdziałać zwiększonej obecności Rosji i rosyjskich najemników w Mali.